# 自動車検査証
自動車検査証（じどうしゃけんさしょう）は、自動車検査登録制度における自動車（総排気量250 cm3を超える自動二輪車を含む）の所有者や使用者を公証したり、当該自動車が検査時点において自動車保安基準に適合していたことを証明する公文書である。車検証（しゃけんしょう）と略して呼ばれることが多い。

## 発行と管理
登録自動車及び総排気量250 cm3を超える自動二輪車（二輪の小型自動車）においては、国土交通大臣（道路運送車両法第105条の規定により、実際には使用の本拠の位置を管轄する運輸支局長、兵庫県は神戸運輸監理部長、沖縄県は内閣府所管の沖縄総合事務局長）が届出や登録の管理や自動車検査証の交付を行い、自動車技術総合機構が検査を行う。軽自動車においては、使用の本拠の位置を管轄する軽自動車検査協会が交付・検査・届出管理を行う。
自動車を運行する際には「有効な自動車検査証」と「自動車損害賠償責任保険証」を常時携帯することが義務づけられている。（それらに加えて運行する自動車を運転する者は「運転する自動車の種類に応じた有効な運転免許証・マイナ免許証」も常時携帯することが義務づけられている）自動車検査証を携行せずに自動車を運行した場合、50万円以下の罰金に処せられる。

## 書式の変遷

### 普通車
普通車の自動車検査証は、自動車が自動車登録ファイルに「登録」されている事を公証する書面である。このことから、後部のナンバープレートに封印がある自動車を特に区別する場合、「登録車」ということがある。
1970年3月、自動車登録検査業務電子情報処理システム (U-SYS) 稼働開始による電算化によって、片仮名表記による自動車検査証の印刷発行が行われた（それ以前は手書き）。
検査証は大蔵省印刷局製造の薄い橙色で、当時の公文書の様式にならい、B5判のドットインパクト方式による打ち出しであった。1979年1月にはオンライン化されたMOVISとなり、1988年3月のシステム更改によりMOTASとなった際、B5判のまま漢字表記対応となった。
1996年1月、システム更改によりMOTAS(II)となり、規制緩和等による記載内容が増大したことや公文書のA4判化によってA4判化された。これまでは、検査標章（車検ステッカー）も大型の4色（青、赤、緑、橙）のものが使用されていた。その後（地域によって時期が異なるが）2002年頃より、橙色からホログラムの入った薄紫色の新しい用紙に変更されレーザープリンタによる印刷となった。
2004年1月、システム更改によりMOTAS(III)となり、検査標章が小型化され、複写機で複写したものには『COPY』という文字が斜めに多数浮かび出る『コピー牽制パターン』が入るようになった。2005年頃から、検査受検時の積算距離計表示値（オドメーターの表示値）が記載されるようになった。変更後の用紙は、国立印刷局による製造である。
2009年より、新たに「Bタイプ車検証」が交付されるようになった。オートローンやリースで所有権を留保されるような場合で、なおかつ所有者がその登録内容の通知を希望する場合に発行される。通知を希望しない場合は従来の書式の車検証（Aタイプ車検証）が交付され、所有者と使用者が同一の場合はAタイプ以外発行されない。これは、所有者の合併や移転等による記載変更事務の簡略化の為にはじめられたものであるが、自動車を大量に保有するオートリース会社等の車両管理の簡略化にも繋がっている。時折、フォントや細かな様式が予告なく変更される場合がある。
2012年6月以前は紫地の用紙、6月以降は青地の用紙に変更となった。ただし、変更実施時期は各運輸局の紫地用紙の在庫状況によって異なる。
2023年1月以降、ICチップを埋め込み電子化した検査証に変更となった。電子化と同時にA6判に縮小し、また共通する項目のみ記載する事により個人情報などの記載を省略し、ワンストップサービス(OSS)によりオンラインで自動車関係の手続きや税金・手数料等の納付を完結する事が可能となった。また、変更に伴い当面の間、自動車検査証記録事項を別添として添付している。

### 検査対象軽自動車
検査対象軽自動車の自動車検査証は、自動車が軽自動車ファイルに記録されていることを公証する書面である。
2007年以前は、軽自動車の検査証は対象外軽自動車と同じく白いA5判のカーボンコピーのついた専用紙に手書き記載する様式であった。増加する軽自動車に対して事務処理の簡略化、変造対策が急務となった事などから、OCRシートを用いた処理に変更となり、薄い黄色地の専用紙への印刷による様式となった。
2015年1月、各地で旧様式の用紙の在庫が無くなり次第、淡緑色の用紙へ変更され、若干の書式の変更にあわせ、継続検査時の受検形態が備考欄に印字されることとなった。
登録車の検査証と記載内容はほぼ同じであるが、使用者欄が上・所有者欄が下にある、前後・後前軸重欄がない、登録車のものよりフォントが大きいなどの差違がある。

### 小型二輪自動車
小型二輪車の自動車検査証は、自動車が二輪自動車検査ファイルに記録されている事を公証する書面である。登録車と同書式で検査証が交付されるが、登録車と小型二輪自動車とでは道路運送車両法上の扱いが異なる為、その記録は軽自動車とほぼ同じ扱いとなる。

### 検査対象外軽自動車
検査制度の対象外であるので、自動車検査証に該当する書類は「軽自動車届出済証」という。これは自動車が検査対象外軽自動車届出原簿ファイルに綴り込みされている事を公証する書面である。検査対象車が全て電算化された後も暫くの間、検査対象外軽自動車はA5判の手書き様式で、届出済印はエンボス加工であった。2019年6月以降は電算化され、用紙も登録車と共通のA4判となったが、自動車検査証の電子化の対象外として2023年1月以降も従来の様式で発行される。事務手続きを陸運支局（検査登録事務所）が行う地域と、軽自動車検査協会に付随する団体で行う地域とが存在する。

#### 偽造抑制対策
現行の検査証用紙は、偽造抑制対策として下記の特殊加工が施されている。
コピー抑制パターン
表面をコピーすると「複写」の文字が濃くコピーされ、複写であることを明瞭に分かるようにするための対策であるが、コピー機の性能によっては効果が薄かったり、ない場合もある。
発光マーク
上部2箇所の灰色マーク部に通常の光を当てると角度によって「軽自動車検査協会のマーク」と「自動車の絵柄マーク」に変化する。昼間で暗所が確保できない場合など後述するブラックライトによる検査ができない場合に光を利用して調べられる方法である。
マイクロ文字（表面）
上下葉っぱ模様の中心線と灰色マーク部の外周に「LIGHT MOTOR VEHICLE INSPECTION ORGANIZATION」（協会の英名）と印刷されている。通常のコピー機ではマイクロ文字はつぶれてしまい、文字としては視認できなくなることを狙った対策である。
マイクロ文字（裏面）
「自動車使用者の皆様へ」の欄の枠線の上下に表面と同じ内容のマイクロ文字が印刷されている。
特殊発光インク
表面にブラックライトを照射すると、灰色マーク部は自動車絵柄のマーク、全面に「協会のマーク」、「軽自動車検査協会」の文字、「L.M.V.I.O」（協会の英名略称）の文字が浮かび上がる。特殊印刷でないと再現はできず、また、ブラックライトを照射するだけという比較的手軽な方法で、主に夜間や暗所を確保できる場合に効果を発揮する。
自動車検査証及び軽自動車届出済証の例
- 自動車検査証（2012年6月以降発行のもの）
- 自動車検査証（2012年6月以前発行のもの）
- 電子化自動車検査証（23年1月以降発行のもの）
- 電子化自動車検査証に別添される記録事項一覧
- 検査対象軽自動車の自動車検査証（2015年1月以降発行の現行様式）
- 検査対象軽自動車の自動車検査証（2015年1月以前発行の旧様式）
- 検査対象軽自動車の電子化自動車検査証
- 小型二輪自動車の自動車検査証
- 検査対象外軽自動車届出済証

## 表記
自動車検査証の内容は「車両部」と「権利部」に二分され、備考欄を加えて次の通り記載される。
偽造防止の為、数年おきに書式は変更されるが記載内容は当初から殆ど変更がない。尚、関連項目順に記載するので、本項の並び順は車検証記載順ではない。

### 欄外
番号
発行日に検査証類が発行された通し番号が記される。
登録車及び小型二輪車の検査証について、番号の後ろの「A」「B」は、検査証がA検査証かB検査証か（後述）を示している。
自動車検査証である旨の表示
備考欄の記載内容等で自動車検査証が複数枚に渡る場合は「自動車検査証１／２」などと記載される。
発行日
検査証類が発行された年月日が記される。
継続検査、検査証・検査標章（車検ステッカー）の再交付、記載内容の軽微な変更の場合などで再交付された場合、発行日は登録年月日／交付年月日と必ずしも同一とならない。
運輸支局側のミス（軽微な内容の誤記載等）によって職権で再発行される場合は、本来発行されるべき日の日付に遡って印字される場合がある。
発行者の職名
普通車は「使用の本拠の位置を管轄する運輸支局等の長の職名」が、軽自動車は「軽自動車検査協会」と印字される。
地方運輸支局ではなく検査登録事務所での交付を受けた場合でも、事務所を管轄する「●●運輸支局長」、「神戸運輸監理部長」又は「沖縄総合事務局運輸部長」と記され局長印がプリントされる。
継続検査や検査標章再交付は通常全国どこの運輸支局・検査登録事務所でも可能であるが、使用の本拠の位置が沖縄の車両を札幌で継続検査を受検した場合でも、沖縄総合事務局長名で検査証が発行される。
かつてのMOTAS運用開始以前は使用の本拠の都道府県知事が発行者であり、その後は「○○運輸局☓☓陸運支局長」による発行であった（陸運局の制度廃止によって運輸支局となる）。
最新の検査証の発行を行った事務所は、備考欄の先頭に記載される。
QRコード
検査証の内容が一部暗号化されて格納されている。
事務所での検査証の記載内容の変更に関する業務は、このQRコードを読み取り、記載内容の変更指示がOCRシートによって行われる。
自動車検査法人の検査業務の高度化運用の開始に伴い、運輸支局等への車両持込によって検査を受検する場合も、保安検査の際に読み取りが行われる。
書式変更当初は2個の連続コードであったが、平成26年11月現在のものは普通車は8個、軽自動車は3個の連続コードが使用されている。
国土交通省により一部のフォーマットが公開されており、自動車登録関連業務を取り扱う行政書士事務所などで活用されている。

### 車両部
自動車登録番号又は車両番号
いわゆるナンバープレートの交付の根拠となる番号が記載される。
後部番号票に封印のある自動車（登録車）は自動車登録番号、二輪車と軽自動車（届出車）は車両番号である。
登録年月日/交付年月日
普通車は車両の所有者の異動日（新規登録、移転登録の日）が、二輪車と軽自動車は最後の記載変更の日が記載される。
普通車は所有権の移転があった場合にのみ更新され、軽自動車と二輪車は所有者は変わらず使用者や車両番号のみ変更の場合でも更新される。
初度登録年月
車両が国内で最初にナンバープレート交付を受けた（初めて自動車登録ファイルに登録された）年月を表す（軽自動車は初度検査年月）。通常これをもって「XX年式」と表記される。
一般的に、前出の登録年月日と初度登録年月が同一年月の場合に「ワンオーナー車」と見なされる。ただし、当該年月内に所有権移転や使用者変更があった場合、自動車検査証のみでは判断できない。
輸送に時間の掛かる輸入車や、モータープールでの長期在庫車などでは製造年次と大きくかけ離れる事もあり、アメリカ車などモデルイヤー制によるVIN表示を行なっている車両の表示とは必ずしも合致しない事がある。
軽自動車を登録自動車として登録した場合（或いはその逆）、検査対象外の車を改造して検査対象車として登録を行った場合、海外で使用されていた車両を日本で登録した（中古並行、国内新規登録）場合などは、はじめてその登録を行った年月が記載される。この場合、海外で使用していた際の登録証（ピンクスリップ等）、又は製造者の発行する書面によって自動車の製造年次を書面で証明できれば、過去に遡って初度登録年月（製造日）時点で該当する各種保安基準の適用を受ける事ができる。この場合、備考欄に「保安基準適用年月日 昭和XX年Y月Z日」などと記載され、未登録車（新車）の長期在庫期間内に改正保安基準の施行があった場合も同様に扱われる。
登録車については、各種保安基準の適用根拠となる車両の製造日が欄外QRコードに格納されている（平成18年以降に新規登録された車両が該当）。
車名
原則としてトヨタ（トヨペット、レクサス）、ニッサン（ダットサン、プリンス）、ホンダなどメーカー名（ブランド名）が記載され、欄内右端に車名コードが記載される。車名コードは、国産車（海外ブランドの日本国内生産車両も含む）は001 - 500、輸入車（日本メーカーの海外生産車両も含む）は501 - 996が割り当てられる。
過去に国内で型式指定（認証）を受けた事がないなど、一部の輸入車や型式不明車、組立車等で適切な車名コードの該当がない場合は都度記載される（例 : デロリアン）。
適当な車名が存在しない場合は不明 (999)、フレーム（車台）を自作した場合などは組立 (998)、メーカー等による試作車は試作 (997) と記載される。
パブリカや並行輸入車でアコードと記載されたものがあったり、ニッサンジュニアやシボレーシェビーノーバーのように車名+通称名というように記載されたものがあったりと、一部曖昧な部分も見られる。
メルセデス・ベンツのメーカー製チューニングカー、メルセデスAMGは、正規輸入車は「メルセデス・ベンツ(851)」となっているが、並行輸入車等で「メルセデスベンツAMG」「AMG」と記載されている検査証も存在する。
日本でディーラー展開する以前に登録されたレクサスの逆輸入車は、「トヨタ」とされているものもあれば「レクサス」「LEXUS」とされているものもある。なお、日本で正規販売されたレクサスの各車種については、車名は「レクサス」で統一され、車名コードは411が割り当てられている。
三菱ふそうトラック・バスは三菱自動車工業から分社した経緯を持ち、以前の車検証上の車名は「三菱(313)」で共通であった。2016年3月以降、ふそう社製のものは「三菱(318)」に変更となった。また、過去の型式認定時に申請された車名「ふそう(272)」も存在する。
販売網が5チャンネルだった時代のマツダでは、マツダ・アンフィニ・オートザムブランドの車種はそれぞれ「マツダ(301)」と記されていたが、ユーノスは車種により「マツダ(301)」と「ユーノス(365)」が混在していた。
日本メーカーのブランドで販売される海外生産車は、国内工場で生産された車両と車名（車名コード）が異なる。なお、国内工場から海外工場に生産を移管する場合、もしくはその逆の場合、モデルチェンジを伴わない場合でも型式指定を受け直す必要がある（例：日産・デュアリス（初代）は日本での発売開始当初はイギリスから輸入しており、輸入車として型式指定を受け、車名が「ニッサンUK(725)」で型式が「J10(NJ10)」だったが、2008年から日本国内工場に生産が移管されたため、国産車として型式指定を受け直し車名は「ニッサン(213)」で型式は「KJ10(KNJ10)」となった）。
三菱自動車工業のアメリカ合衆国生産車は「三菱(832)」、ネッドカーによるオランダ生産車は「三菱(833)」、タイ生産車は「三菱(834)」、オーストラリア生産車は「オーストラリア三菱(545)」「三菱(835)」、クライスラーとの合弁企業生産車は「ダイヤモンドスター(667)」であり、車名コードで判別できる。
トヨタ自動車が海外で生産した車両は「トヨタ(709)」「トヨタTMM(708)」「トヨタTMMK(710)」「NUMMI(731)」「TMUK(668)」「TMT(972)」マグナ・シュタイア製は「トヨタ(974)」となっているが、ダイハツがインドネシアで生産している車両の姉妹車は国産と同じ「トヨタ(194)」である。
本田技研工業の場合は、米国生産車は「ホンダオブアメリカ(681)」、カナダ生産車は「ホンダカナダ(953)」で統一されているが、英国生産車は「ホンダ(682)」と「ホンダオブザユーケー(956)」が混在し、タイ生産車は「ホンダ(957)」となっている。
日産自動車の場合は、オーストラリア生産車は「ニッサン(721)」、メキシコ生産車は「ニッサンNM(723)」、スペイン生産車は「ニッサンMI(724)」、タイ生産車は「ニッサンMT(726)」、米国生産車は「ニッサンNA(727)」で統一されているが、英国生産車は「ニッサン(722)」と「ニッサンUK(725)」が混在し、マツダ向けにOEM供給したメキシコ生産車両は「マツダNM(830)」となっている。
スズキの場合は、ハンガリーのマジャールスズキ生産車は「スズキ(637)」、インドのマルチ・スズキ・インディア生産車は「スズキ(639)」となっている。
SUBARUのタイ生産車は「スバル(635)」となっている。
いすゞ自動車のアメリカ生産車は「いすゞ(516)」となっている。
海外ブランド車は生産国・生産工場を問わず同一の車名、車名コードを用いる。
BMWアルピナやRUFは主にチューニングカーの製造メーカーであるが、ドイツ自動車登録局から自動車メーカーとして認定されており、日本国内でもいちメーカー・ブランド名として扱われている。
ただし、海外ブランドであっても日本国内で生産される車両については国産車として車名コードが与えられる。フィアットのいちブランドであるアバルト車のうち、マツダが製造している124スパイダーは、国産車として「アバルト(005)」の車名コードが割り当てられている（輸入車のアバルトの車名コードは505）。その他、シボレーブランドで製造されたスズキのリバッジ車にも「シボレー(124)」が割り当られている（輸入車のシボレーの車名コードは615）。フォードブランドで製造されたマツダのリバッジ車には「ニホンフォード(222)」が割り当てられており、フォードの輸入車種とは車名・車名コード共に異なっていた（輸入車種は「フォード(786)」。ただし、北米系車種と欧州系車種で車名・コードの区別はされていない）。フォルクスワーゲン車のうち、日産自動車で製造されたサンタナには「フォルクスワーゲン(277)」が割り当てられている。（輸入車種は「フォルクスワーゲン(791)」）
希に誤記載があり、オートバイのドゥカティの車検証を、高級車メーカーブガッティとして発行していた事もある。一部では「ドゥカッティー」と記載されている事もあった。国土交通省への届出は「ドカテイ(704)」が正しい記載であったが、現在では継続検査などの際に、国土交通省職員の職権で「ドゥカティ(952)」に変更されている。
車台番号
車両の車台番号が記載される。過去に構造等変更検査を受け諸元値が変更されている車両は、型式と車台番号の間にあるハイフンが消されている事があり、また型式指定自動車の輸入車では実際の打刻と異なりハイフンが記載されている事もある。
メーカーは、容易に交換できない自動車の骨格（フレームやモノコックの主要部位）への打刻を要されている。「車体番号」と誤認されているケースも多いが、車台番号である。
正規輸入車、型式指定車と類似性が証明された並行輸入車と、メーカーが特定された並行輸入車等の場合は、車両のVIN（車台番号）が記載される。
一部の並行輸入車や型式不明車、組立車、盗難時の悪戯や腐食・修理等によって車台番号が判別できなくなった車両などの職権打刻車は、職権打刻による車台番号が記載される。この場合、職権打刻による刻印位置と、メーカーの打刻した元々のVIN（車台番号）がシリアル番号として備考欄に記載され、型式指定車の場合は型式指定番号欄・類別区分番号欄が空欄となり、備考欄に記載される。
型式
メーカーが届出て国土交通省（旧運輸省）の指定（認定）した型式が記載される。型式は車の通称名よりも重要な部分であり、適合する排出ガス規制の年次や、車両の情報を逆引きする要素が詰まっている。
「けいしき」と誤読される事が多いが、「かたしき」が正規の読み方である。
自動車の構造に関わる部分の改造を行い、構造等変更検査を受け、保安基準への適合が確認され、その旨が登録をされると、型式に「改」が付される（例 : 光岡・ラセードの型式はGF-S15改）。
公認改造車、マル改と呼ばれる事が多い。改造内容によっては、備考欄に構造変更書類を受理した運輸支局名の略称、受付番号、決済日及び改造内容が記載される。
登録車のうち、型式指定を受けた自動車と同一か、一定の類似性が諸元表等で確認されている並行輸入車は、型式がハイフンで囲まれる（例 : フェラーリ・F355の場合、正規輸入車E-F355Bに対し並行輸入車-F355B-）。軽自動車や二輪車の並行輸入車、逆輸入車はハイフン囲みがないものがある。いわゆるディーラー車、並行輸入車の判断はこの欄の表示でなされる場合が多いが、正規輸入車であっても年次改良後早期に輸入された個体や少数台の限定仕様等で並行輸入扱いとされているものも存在する。
型式指定（認定）を受けていない車両で、それらとの類似性が証明されていない場合は不明、フレームを自作した場合などは組立 、メーカー等による試作車は試作（型式＋試作となる場合もある）と記載される。
これらの車両について、一定の改造を行って構造に変更があった場合でも「改」は付されない（改造内容の備考欄記載のみ）。
一度記載された型式は（構造変更によるものを除いて）変更できない為、正規輸入が開始される前に輸入され、型式不明として登録された並行輸入車は中古市場で安価で流通する事が多い。
原則として車名と関連づけられるが、OEMによる調達車、北米向けレクサスの逆輸入車を国内市販されているトヨタ車の類似車両として申請した場合など、必ずしも型式指定（認定）を受けた者と一致しない場合がある。
全く別の自動車でも同一型式となる場合もあり、スバル・インプレッサ（2代目の1,500 cc、FF仕様）とホンダ・フィット（初代の1,300 cc、4WD仕様）は「LA-GD2」型、同じく、インプレッサ（2代目の1,500 cc、4WD仕様）とフィット（初代の1,500 cc、FF仕様）は「LA-GD3」型、スバル・R2（2005年11月改良型のFF、NA仕様）とホンダ・オデッセイ（5代目のFF仕様）は「DBA-RC1」型、同じく、R2（2005年11月改良型の4WD、NA仕様）とオデッセイ（5代目の4WD仕様）は「DBA-RC2」型である。この場合でも、車名及び後述の型式指定番号は異なるので車両の識別は可能である。
国内で販売されておらず、型式指定を受けていない車両の逆輸入車について、メーカーの策定した型式が記載されているケースがある（日産・240SXの型式-RMS13-）。
型式指定番号・類別区分番号
型式指定番号（5桁）は、自動車の型式が国土交通省に指定を受けた番号が記載される。型式指定番号の1番は日産・ダットサントラック。
類別区分番号（4桁）は、同一型式の別の車両（例 : マークII、チェイサー、クレスタの違い）、トランスミッションの仕様、サンルーフや過給器の有無など、同一型式内での異なる仕様を表すために使われる。
型式指定車以外は本欄は空欄である。仕様が多岐に渡るトラックやバス、一部の特別仕様車、新型自動車届出制度・輸入自動車特別取扱制度による型式認定車などで新車時に持込登録を行った車両、並行輸入車、型式不明車は本欄を使用しない。
型式指定車として一度登録を行った後に構造変更（諸元値の変更による記載変更）や職権打刻を行った車両は、備考欄に元々の型式指定番号・類別区分番号が記載される。
いわゆる「エコカー」に該当する車両で構造変更を受け空欄となる車両については、「算定燃費値取得済特定改造自動車」として算定番号が備考欄に記載されるものがある。

自動車の種別
その車両が該当する種別で、軽自動車・小型・普通・大型特殊の何れかが記載される。
着脱可能なスノープラウなどの装着時に普通車枠で、非装着時に小型車枠となる車両は諸元値が最大となる種別（この場合「普通」）が記載される。
用途
乗用、貨物、乗合、特種の何れかが記載され、種別が大型特殊のものは「－」が記載される。
乗用及び乗合に分類される自動車のうち幼稚園バスなどの幼児専用車は「幼児専用」が、大型特殊のうち建設機械に該当するものは「建設機械」が備考欄に印字される。
自家用・事業用の別
白ナンバー車は自家用、緑ナンバー車は事業用と記載される。
レンタカーは実質的には営業車であるが法的な扱いは自家用車であるので「自家用」と記載され、備考欄に「貸渡」が記載される。
車体の形状
その車両の用途を端的に表す形状（箱型、ステーションワゴン、バン、オートバイ等）が記載され、特殊車・特種車の場合はその用途（キャンピング車、高所作業車、警察車、消防車、救急車、霊柩車、教習車、タンク車、塵芥車、コンクリートミキサー車、車いす移動車、冷蔵冷凍車等）が記載される。
同クラスのコンパクトカーに分類される車両でも、トヨタ・ヴィッツは箱型であるのに対し、ホンダ・シャトルはステーションワゴンである。これらの違いは客室と荷室の寸法・容積の割合で決まり、厳密な規定が存在する。ただし、BMW・3シリーズのように、型式指定の都合上ワゴンモデルとセダンモデルを同一の型式として申請した車両も存在する。
バスはエンジンの位置に基づく記載となり、ボンネット・キャブオーバ・リヤーエンジン・アンダーフロアとなる。
原動機の型式
その車両に搭載されたエンジン（電気自動車の場合はモーター）の型式が記載される。ハイブリッド車の場合はエンジン型式とモーター型式が併記される（例：トヨタ・エスティマ「2AZ」・エスティマハイブリッド「2AZ-2JM-2FM」）。
同一のエンジン型式で仕様の異なるエンジンが複数設定されている場合でも、排気量の特定に必要な情報しか記載されず、出力、過給器、燃料供給装置、弁方式、排ガス対策等の違いはここでは問われない（例：日産自動車の場合、日産・スカイラインなどのRB20E・RB20DE・RB20DETはすべて、車検証上では「RB20」と記載される。ハイブリッド車の場合でも同様に適用され、「VQ35-HM34」、「KR15-BM46-MM48」のように記される）。
エンジンの改造により総排気量、燃料の種類が変更になっているもので、エンジン型式に「改」が付されているものがある。
エンジンに型式の打刻がない自動車（一部の旧ミニ等）、欧州車のディーゼルエンジンなど、国内で過去に登録されていないエンジン型式、市販のモーターを流用した改造電気自動車の場合などは、原動機型式も職権打刻を要する。
並行輸入車の場合、エンジンの最高出力時の回転数と、原動機型式の打刻位置が備考欄に記載されているものがある。
総排気量又は定格出力
内燃機関の場合はエンジンの排気量がリットル単位で、電気自動車の場合は定格出力がキロワット単位で記載される。
ロータリーエンジンの場合、1ハウジングあたりの燃焼室容積×ローター数が記載される（13B型の場合「0.65 × 2 L」）。
燃料の種類
ガソリン、軽油、LPG、CNG、電気等、そのエンジンが主として使用する燃料が記載され、2種類以上の燃料を同時使用する場合は「ガソリン　LPG」等と併記される。
プラグインハイブリッド車（PHV車）等で燃料を併用する場合は・で併記（例：ガソリン・電気）され、バイフューエル車等で燃料が切替式の場合は/で併記される（例：ガソリン/LPG）。
水素自動車等の燃料電池自動車の場合、本欄は「圧縮水素」、備考欄に「燃料電池車」と記載される。
バイオ燃料を使用するディーゼル車の場合、本欄は「軽油」、備考欄に「燃料 バイオディーゼル100%燃料併用」又は「品格法特例措置高濃度バイオディーゼル燃料併用」、天ぷら油をリサイクルした燃料を併用する場合も同様に「廃食用油燃料併用」と記載される。

乗車定員
その車両に乗車できる定員数が記載される。乗車人員によって最大積載量が変化するライトバンや、立席を有する路線バスなどでは、最大乗車定員が併記される。
幼稚園・保育園等の通園バスで、自動車の種別が幼児専用である場合は、大人の定員+幼児の定員が記載される（例 : 「4 + 22 × 1.5 名」の場合大人4人+幼児33人の37人乗りで、車外に乗車定員を記載する必要がある）。
長さ・幅・高さ
車両のスリーサイズがミリ単位以下切り捨てで記載される。除雪車等での脱着式スノープラウなどの装備によって大きさに変化がある場合は装着時のサイズも併記され、その諸元最大値で登録区分が決定される。
各種トレーラについては、キングピンやヒッチカプラなど連結器の中心部分から車両後端までが本欄記載の全長となる。
最大積載量
トラックやポールトレーラ等の貨物を運搬する車（貨物自動車）で運搬可能な貨物重量の上限値が記載される。ライトバン等で最大積載量と乗車定員がトレードオフ関係にある車両の場合、定員乗車時の最大積載量と前席のみ乗車時の最大積載量が併記される（例：400[ 250]kgの場合、2人乗車時で400㎏まで、5人乗車時で250㎏まで積める意味）。
最大積載量は、物品積載設備に一切の偏りなく均等に荷重を掛けた場合のいわば「理想値」であり、積荷そのものの重量バランスや積載方法によっては車両各部に設計限度を超える荷重が掛かることがある。
特種用途自動車のうち、主に作業用のもの（工作車や高所作業車等）で最大積載量を有する（荷台や荷箱等の設備がある）車両のうち最大積載量が500kg以下の場合は、最大積載量は無いものと見なされ、車両総重量8t以下の自家用車は2年車検の対象となる。
車両重量・車両総重量
車両の空車重量と、フル乗車・フル積載した場合の重量が記載され、記載値が自動車重量税の課税基準となる。乗員の重量は1人あたり55kgとして計算される。
セミトレーラを牽引できる構造のトラクタの場合、最大積載量欄には牽引可能なトレーラの重量及び第5輪荷重が、車両総重量欄には牽引時のトラクタの車両総重量及び牽引総重量が記載され、その旨が備考欄に記載される。
前前軸重、前後軸重、後前軸重、後後軸重
車両重量測定時の前後タイヤに掛かる重量（アクスルウエイト）が記載される。重量バランスや安全性、運動性に関わる部分である。セミトレーラ及びセンターアクスル式フルトレーラを除き、これらの合計値が車両重量となる。
軽自動車の検査証には前後軸重、後前軸重欄は無い（車両の大きさの制限から3軸以上とする必要性が薄い為）。改造等で前後軸、後前軸を追加した場合は備考欄に記載される。
トレーラの重量については、それぞれの軸重は本欄に記載されるが、セミトレーラの第五輪荷重は備考欄に牽引車の要件として記載される。また、センターアクスル式フルトレーラの連結器（ベルマウスやヒッチボール等）に掛かる荷重は記載されないが、空車時の連結器に掛かる荷重は「車両重量－各軸重の合計値」で求めることができる。
有効期限の満了する日
本項記載の日をもって自動車検査証の有効期限が満了する。本項に記載されている当日内までは自由に運行できる為、最短でも翌日正午が満期となる自賠責保険（共済）契約が必要となる。
仮に同日を満期とするような自賠責保険を締結してしまうと、半日不足することとなり、自動車検査証の交付を受けられない。
本欄が2つある理由は、運輸支局の職員が僻地や離島等に出向いて行う「出張検査」時に、諸元に変更がなく継続検査に合格した場合、新たな検査証の交付を行うことなく「満了日のみを更新する場合」に用いられる。ただし、自動車技術総合機構の業務簡略化や民間車検場（指定整備工場）での継続検査での受検により、出張検査そのものが行われなくなって来ている。
また、継続検査に合格したからといって「必ず新たな検査証満了日の印字された自動車検査証を交付しなければならない」というルールはなく、空欄部分に「平成29年同左月同左日」などと記載され運輸支局名の印が押されることで有効となる。しかし、自動車検査標章が小型化され、都度印刷発行される現在に於いては標章に満了年月日が印字されている為ほぼ用いられる事はなく、運輸支局側で何らかの事情により新たな検査証の交付が行えず、有効期間を延長する措置がとられた場合等に記載する欄として「念のため」設けられているに過ぎない。

### 権利部
所有者の氏名又は名称・住所
その車両の所有者が記載され、本項への記載をもって初めて所有権を主張できる。逆に、記載されていなければ一切の権利は主張できない。
登録に際し印鑑登録証明書の提出が必要な登録車の所有権は国が公証し、第三者対抗要件を与えている。しかし、所有者の届出の為に印鑑登録証を要しない軽自動車等の所有権を国が公証する機能はない。
リース車やローン売買による所有権留保車で、所有者が登録情報の通知を希望した場合は本項が省略された「Bタイプ車検証」が発行され、本項の内容は備考欄に記載される。
共同所有の場合、本項は代表者1名のみの記載となり、他の共同所有者の情報は備考欄に「共同所有者の氏名、名称　～」が記載される。
本項目の変更に関する登録、いわゆる名義変更は、手続き上「移転登録」である。委任状の記載間違いによっては手続きが出来ない。ただし、この場合でも軽自動車は「記載変更」である。
使用者の氏名又は名称・住所
その車両の使用者が記載される。
本欄が空欄（＊＊＊）表記の場合、使用者と所有者は同一である。
共同使用の場合、本項は代表者1名のみの記載となり、他の共同使用者の情報は備考欄に「共同使用者の氏名、名称　～」が記載される。
使用の本拠の位置
使用者が本車両を使用する主たる住所が記載される。
本欄が空欄（＊＊＊）表記の場合、使用の本拠の位置は使用者の住所と同一である。
法人の営業所や支店等で使用する車両の登録の際等に使用される。
車検証上の所有者と使用者が現に異なる車両の管轄変更を伴う移転登録を行う場合、使用者と使用の本拠の位置の変更を行なってから所有者の変更を行うという手続きとなる為、所有者の住所と使用の本拠が同じであっても記載される。この場合、記載変更用のOCR用紙代と手数料が余分に必要となる。
本項目の住所地を管轄する運輸支局（検査登録事務所）で登録を受け、ナンバープレートが交付される。
道路運送車両法によって、所有者の変更があった場合（13条）、所有者の氏名若しくは名称若しくは住所又は使用の本拠の位置が変更となった場合（12条）は、15日以内に変更する手続きを行うこととされている。よって、転居後も以前住んでいた場所で登録された車両の変更登録を行わずに使用し続けるのは違法であるが、一般に周知されているとは言い難い。
これらの住所は、国土交通省の定めた住所コードによってOCRシートに記載する。市区町村合併、地名変更等によって旧名称で記載されている検査証も有効であるが、欄内右端の住所コード表示は旧コードままの表示（登録車）又は無記載（軽自動車）となる。住居表示の実施等によって地番が変更となった検査証も有効である。これらの場合についての記載変更は道路運送車両法第67条2項により登録義務の例外とされているので、使用者が手間を掛けて書き換える法的な必然性は無い。尚、継続検査等に併せて新表示に書き換える事を希望する場合、市町村合併による記載変更の場合に限り記載変更に関わる手数料・用紙代とも無料となる。
- 京都市中心部の一部については、通り名に対応する住所コードが存在せず、通り名が省略された「◯区◯町」のみの住所・所在地で登録・届出の申請がなされる。

また、市区町村合併、地名変更等によって車検証上は旧名称で表示されている車両の各種手続きを行う場合、委任状、OCRシート等には検査証に記載された通りの住所を記載する必要がある。この場合は新住所の記載された印鑑証明書のみで手続きが可能である。しかし、旧所有者の住所に地番変更がある場合、あるいは転居前の住所で登録されている車両の場合、婚姻等で旧姓のままの場合は、印鑑証明書に加えて、従前の地番（住所）の記載のある住民票、戸籍謄本、法人の場合は登記簿謄本を添付して手続きを行う必要がある。

### 備考欄
主に次の内容が記される。
- 検査証の発行を行った運輸支局、検査登録事務所、自動車検査場[注 2]、陸運事務所等の名

#### 検査証発行時の業務種別及び内容
- ナンバープレートの付いていない新車・中古車を新たに登録した新規登録（ただし二輪車と軽自動車は新規検査）
- 検査証の有効期間を更新した場合継続検査
- 売買によって所有者を変更する（一般的な）名義変更は移転登録（ただし二輪車と軽自動車は記載変更）
  - 登録車については、登録番号の変更を伴う場合は番号変更が、他の運輸支局・検査事務所で登録されていた車両の番号変更は管轄変更入が同時に記載される。
  - 小型二輪車と軽自動車については、同時に車両番号の変更を行った場合でも記載変更のみ、ただし小型二輪車は管轄変更入は記載される。
  - 所有者を変更せず、使用者に係る事項のみ変更する場合は後述の変更登録である。
- 自動車の諸元を変更する検査を受検した構造等変更検査
- 移転登録によらない所有者の氏名・名称及び住所、使用者、使用の本拠の位置、車両に係る記載内容を変更した変更登録（ただし二輪車と軽自動車はこの場合も記載変更）
  - 登録車について、登録番号の変更を伴う場合は番号変更が、他の運輸支局・検査事務所で登録されていた車両の番号変更は管轄変更入が同時に記載される。
  - 小型二輪車と軽自動車については、同時に車両番号の変更を行った場合でも記載変更のみ、ただし小型二輪車は管轄変更入は記載される。
  - 自動車の構造に係る事項を変更した場合構造等変更検査が併記され、登録番号の変更を伴う場合（乗用→貨物など）は番変　構変と記載される。
- 記載内容の錯誤等について、所有者・使用者が訂正を申し出た場合更正登録
  - 記載内容の錯誤等について、国土交通省職員が職権で訂正した場合は更正登録，職権が記される。
- 自動車検査証の紛失・き損等による再交付
  - 検査標章（車検ステッカー）の紛失・き損等による検査標章再交付

#### 記載内容
一般的な記載内容について例を挙げ解説する。
| 記載例                                                                       | 解説 |
| ---------------------------------------------------------------------------- | --- |
| ［品川］，新規登録 ［OSS］                                                   | 東京運輸支局にて、新車の型式指定自動車がワンストップサービスで新規登録が行われた旨の表示                               |
| ［横浜］，継続検査                                                           | 神奈川運輸支局にて、継続検査を受検した旨の表示                                                                         |
| 自動車重量税額 ￥15,000 本則税率適用                                         | 検査に伴って納付された自動車重量税額、エコカー減税によって本則税率が適用された旨の表示                                 |
| ［24年度税制］平成XX年XX月XX日 継続検査 50%免税措置済み                      | 各種自動車関連税制、新税制適用時の検査形態及び減免措置                                                                 |
| 平成32年度燃費基準20%向上達成車                                              | エコカー減税の根拠となる燃費基準の達成に関する表示                                                                     |
| 平成27年度エネルギー消費効率（JC08モード燃費値）算定未了                     | 販売継続車で、燃費計測をJC08モードで行っていない（10･15モードで行った）                                                |
| ［走行距離計表示値］XX,X00km（平成XX年XX月XX日）                             | 最新の継続検査等受検時のオドメーターの表示値                                                                           |
| ［旧走行距離計表示値］X,X00ｋｍ（平成XX年XX月XX日）                          | 前回の継続検査等受検時のオドメーター表示値                                                                             |
| プラグインハイブリッド車                                                     | プラグインハイブリッド車などの低環境負荷車である旨の表示（他にハイブリッド車、水素自動車などが表示）                   |
| 平成10年騒音規制車，近接排気騒音規制値96dB                                   | 対応する騒音規制とその規制値                                                                                           |
| マフラー加速騒音規制適用車                                                   | マフラー加速走行騒音規制適用車である旨の表示                                                                           |
| 53年度排ガス適合                                                             | 昭和53年度排出ガス規制適合                                                                                             |
| 使用車種規制（NOx・PM）適合。この自動車の使用の本拠はNOx・PM対策地域内です。 | ディーゼル車及び貨物車等について、NOx・PM法へ適合している旨の表示及び使用の本拠の位置がNOx・PM法の対策地域の内外の表示 |
| オパシメータ測定                                                             | 平成21年以降の排ガス規制が適用されるディーゼル車について、継続検査時等にオパシメーター測定を行う旨の表示               |

これらの他、
- 職権打刻を行った車両は、車台番号の打刻位置及び元のVIN（シリアルナンバー）
- 並行輸入車等の場合、エンジンの最高出力時回転数及び型式の打刻位置
- 構造等変更検査を受けた車両の場合、その改造内容（用途変更や軽微な改造では記載されない）
- トレーラーを牽引する車両の場合、けん引可能なトレーラーの車種（車名・型式）、若しくはけん引可能な車両総重量（ライトトレーラー）
  - トレーラー（被けん引車）の場合、牽引するトラクターの車名及び型式、3軸以上のセミトレーラーは後中軸重、リフトアクスル付きのものはその旨（車軸自動昇降装置付き車）と車軸下降時の総ての軸重
- 規制緩和、高速道路不走行車、運行記録計の搭載、積載物品の制限など、その車両を運行するにあたっての諸条件
- 特別な用途に用いられる車両の場合は、その用途（貸渡、建設機械、幼児専用、道路維持作業用自動車、自主防犯活動用自動車、緊急自動車など）
- 型式指定自動車で、初度登録（検査）以後の改造等によって諸元が変更されている場合は、元々の型式指定番号及び類別区分番号

等が記載される。
記載内容は車両によって異なり多岐に渡る為、審査事務規程 5-3-15 備考欄 (PDF)  を参照されたい。
また、平成26年2月17日以降に継続検査の申請がなされた車両の自動車検査証には、次の3項目について新たに記載されている。
- 受検種別
  - 指定整備車 … 指定工場による定期点検及び継続検査が行われた車両
  - 持込検査車 … 運輸支局・軽自動車検査協会等へ現車を提示して（持込検査）継続検査を受けた車両
- 検査時の点検整備実施状況（平成27年1月より記載[9]） 
  - 定期点検記録簿記載あり … その車両について適当な定期点検整備がなされ、検査証の更新時に記録簿の提示がなされた場合又は指定整備車の場合
  - 定期点検記録簿記載なし … 定期点検記録簿の提示がなされなかった場合、点検項目の一部が省略されている場合
- 受検形態
  - 指定整備工場 … 指定整備工場による完成検査が実施され、保安基準適合証が提示された場合
  - 認証整備工場 … 認証整備工場によって持込検査が行われた場合
  - 使用者 … 検査証記載の自動車の使用者自身によって持込検査が行われた場合(ユーザー車検)
  - その他（使用者以外の者により受検が代行された場合） … 本人に代わって、ユーザー車検代行業者等が持込検査を受けた場合

一時抹消登録を行った車両について再度新規検査を受けた（いわゆる中古新規の）場合や、使用過程車で構造等変更検査を受けた場合、最後の継続検査に関する表示は削除される。
平成29年4月より、普通車・二輪の小型自動車について、指定整備工場が発行した保安基準適合証によって新規登録（検査）及び継続検査を取得した車両について、当該指定整備工場に付された「指定番号」が記載されている。
- ［工場コード］01‐00123

## 保安基準適合標章

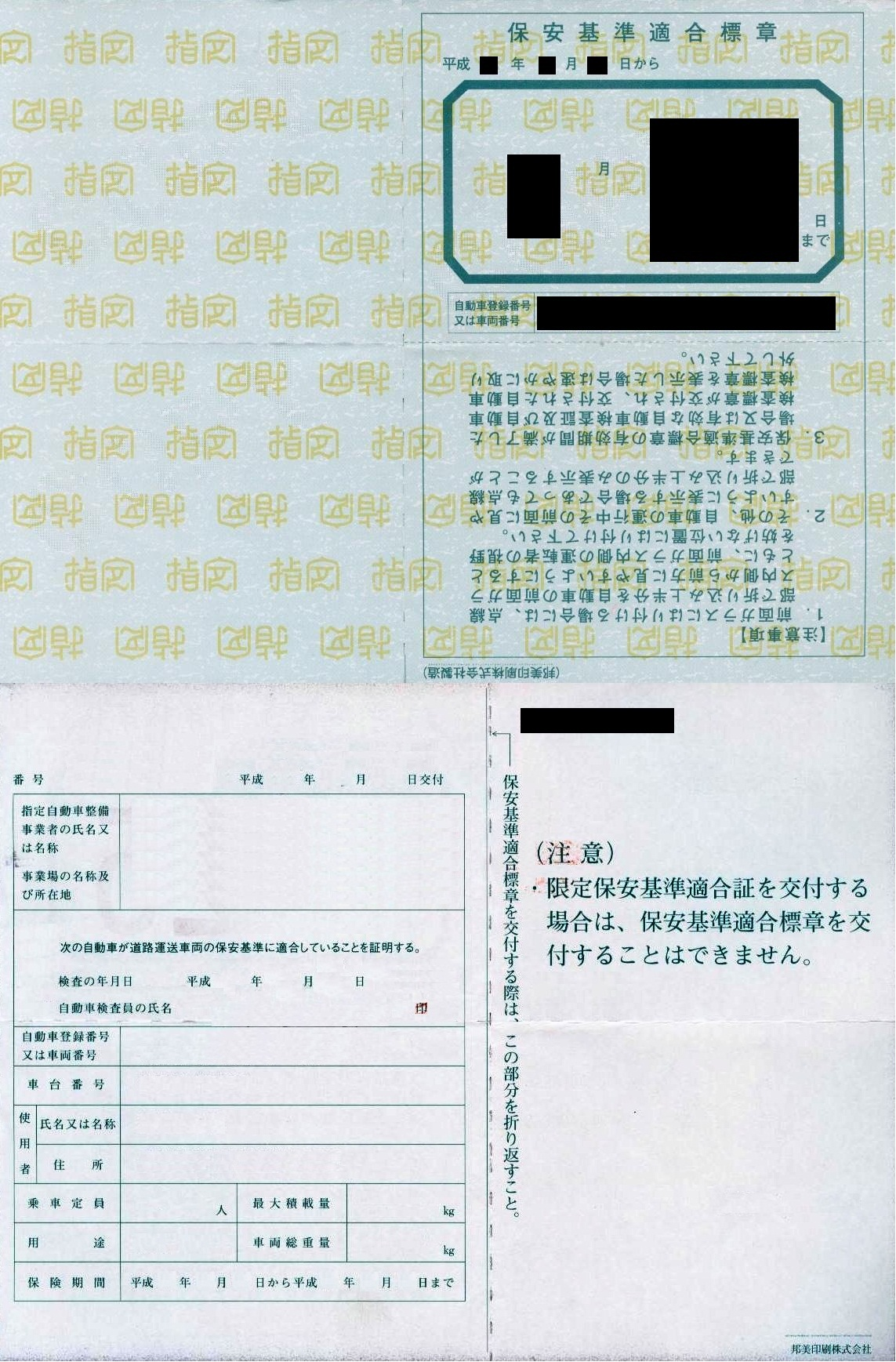
保安基準適合標章（上段 : 表
下段 : 裏）

指定自動車整備事業者（「指定工場」「民間車検場」、以下「指定工場」）が検査対象自動車の自動車検査（継続検査又は新規検査のうち乗用車・軽自動車・二輪車の抹消登録新規車に対する検査）を行った結果、国の定める保安基準に適合する場合に交付する書面である。
全ての検査対象自動車は、原則として国の指定する自動車検査場に実車を持ち込み、保安基準に適合していることの検査（以下「車検」）を受けた後に、国（軽自動車においては軽自動車検査協会）に対して所定の申請を行い、自動車検査証及び検査標章（以下「車検証等」）の交付を受けた後でなければ公道を走行することができないが、指定工場で検査を受けた自動車は、国の検査場での実車検査を省略され、所定の申請を行い、書類審査のみを受ければ車検証等の交付を受けることができる。この国が行うべき検査を指定工場が行い、適合を認めた場合に自動車検査員が交付するのが「保安基準適合証」である。
しかし、申請の際に、既に当該自動車が自動車検査証の交付を受けている場合（有効期限切れを含む）は、自動車検査証の原本も同時に提出しなければならないことから検査完了後は指定工場が預かり、国に対する申請を行うことが一般的で、指定工場で検査を受けても、自動車検査証が当該車両に備付されていない状態となり、自動車を運行することができなくなってしまうことから、指定工場の自動車検査員は車検証等の代わりとして「保安基準適合標章」（以下「標章」）を発行することができる（通称「ホテキ」）。
なお、指定工場を経由した国への検査申請が一般的だが、保安基準適合"証"そのものを指定工場より受け取り、使用者又はその委任者が申請することも可能である。標章では申請はできない。

### 法的効力
有効な標章を表示している車両
法の規定により自動車検査証の備付及び検査標章の表示義務が免除されるので、有効期間内は車検証等がなくとも全国どこへでもその目的を問わず運行できる。
一時抹消中（ナンバープレートのない車両）の場合
標章は交付されないが、適合証は交付できるので、検査を指定工場で受ければ申請の際に実車の検査なしでナンバープレートを取得できる。ただし、封印が必要な場合は検査はないが実車の持込は必要である。仮に指定工場や運輸局へ回送するのであれば、臨時運行番号標を取得すればよいが、この場合の運行目的はあくまでも当該自動車の整備点検に必要な最小限の範囲内（レジャーでの運行はもちろん許されず、日常生活に必要な通勤・買い物・業務使用でも運行は許されない）となるので、車検証等が交付されるまでは自由な運行ができない。
自動車検査証の有効期限がすでに切れている場合
抹消登録がまだ（ナンバープレートを返していない）の状態であれば、標章は交付可能であるから、車載車でレッカーしてもらうか、臨時運行番号標で指定工場まで回送し、保安基準を満たした後に標章を交付されれば、上段の扱いとなることから15日間は全国目的を問わず運行できるようになる。（なお、臨時運行番号標での運行の際には、自賠責保険への加入は必要であるから、あらかじめ許可期間をカバーするように加入する必要がある）ただし、期限切れから相当年経過し、その間に車検証の記載事項（主に所有者・使用者の住所氏名）が変更されていると、申請の際にそれらも変更を行なわなければならず、更に管轄変更等ナンバープレートの返納が必要となる場合は、指定工場はナンバープレートも預かることとなるので、一時抹消中と同様に扱いになるが、使用者自身で申請する場合は、とりあえず旧記載のまま標章の交付を受け、15日以内に自分で継続検査及び記載変更の申請をすれば乗り続けることは可能である。
実車検査の免除
継続検査申請又は新規検査のうち抹消登録新規車に対する検査申請の際に保安基準適合証を提出することにより、当該自動車の検査については書類審査のみとなる。

### 取扱
- 標章により自動車を運行する際には、前面の見やすい場所に標章の面を表示しておく必要がある。従来は前面ガラス助手席側端下部に貼り付け表示していたが、様式変更後は、原則として正規の検査標章の貼り付け位置である前面ガラス上部中央に貼り付けることになっている。更に、裏面は使用者氏名・住所や車台番号など個人・個体情報が記載されているので、様式変更により覆い隠せるようになった[10]。
- 標章により自動車を運行する際に備付を免除される書類は、前述の通り自動車検査証と検査標章のみであるので、ナンバープレートの装着及びその他の書類（2年点検記録簿・自賠責証明書）は別途備付が必要である。
- 審査完了後の新たな自動車検査証と検査標章を当該車両へ備付・表示した時点で標章は（有効期限に関わらず）無効となるので、速やかに取り外し、指定工場へ返却、あるいは使用者の責任において破棄すれば良い。前述の通り、個人情報を含む書類なので、シュレッダー等により裁断処分することが望ましい。
- 二輪車の場合の表示方法については明確な規定がなく、正規の検査標章の表示位置を類推適用し、ナンバープレート周辺に表示するのが適当と考えられてはいるが、その構造上紛失・汚損などの可能性が高くなるため、実際は運行中に車両に備付又は運転者が携帯していればよいと考えられている。

### 自動車検査証との関係
標章及び適合証共に有効期限は指定工場での検査日より15日である。標章により運行している車両は、期間満了後も有効な自動車検査証等の交付を受けていなければ当然に運行ができなくなり、有効期限を満了した適合証で申請をしても実車検査の免除は受けられない。何らかの理由により有効期限を経過した場合に再交付などの制度はなく、再度検査を受ける必要がある。
また、指定工場での検査終了=車検完了ではない。最終的に書類審査のうえ新たな自動車検査証等が交付された時点で車検完了であることから、書類上の車検完了日は国に対して検査を申請した日となる（指定工場での検査日ではない）ことから、元の自動車検査証の満了日から1か月前までの間に申請された場合は2年後の同月同日、それ以外の日に申請された場合は申請日から起算して2年後が新たな車検証等の満了日となる。なので、指定工場の協力が不可欠ではあるが仮に8月1日車検満了の指定工場による検査は日程的には車検満了日の1か月15日前（6月17日）から受検できる（ただし、申請は車検申請期間と適合証の有効期限が重なる7月1日にしかできない）。また、車検満了日である8月1日に指定工場で検査を受検すると、翌日からは保安基準適合証の効力により15日間は運行を許されることから、適合証の有効期限である8月15日に申請をすれば、2年後の8月15日が新たな車検満了日となるため、空白期間を作らずに次回の車検満了日を15日間延長することも可能であるが、自賠責を通常より1か月余分に加入する必要がある（自賠責は原則として1か月単位でしか加入できない）。
何らかの理由により、新たな自動車検査証等の交付を受けられない場合（手続の失念や書類の形式的審査否決）は、元の自動車検査証の有効期限又は標章の有効期限のどちらか長い方の期限までは運行できるが、保安基準に適合していない場合や後述する納税義務の不履行と審査された場合は、残存する有効期限に関わらず、自動車検査証は没収され即時に効力を失うが、ナンバープレートは有効で、限定自動車検査証（申請日より15日間又は元の自動車検査証の有効期限のどちらか短い方の期間、当該車両の整備のみを目的に運行を許される）が交付されるので、すみやかに整備をして再受検しなければならない。もし、新たな自動車検査証の交付が受けられなかった場合はすみやかに当該事由を解消し、再申請しなければ上記期限以降は運行ができなくなる。なお、近年においては自動車税や放置駐車違反金の未納付があると国は否決することができるので十分注意が必要である。

### 様式
適合証はA5サイズの用紙に3枚複写式となっており、1枚目が指定工場控、2枚目が提出用、3枚目が標章となっており、使用者（車両）に対しては3枚目の標章が交付される。標章は、使用者が求めれば原則として交付しなければならないが、預かり車検の場合などで、車検証等の交付まで当該自動車の運行の必要がない場合は交付しなくとも良い。構造変更を伴う場合や未登録車の新規登録については本制度は適用されず、適合証・標章共に交付することはできない。なお、偽造抑制対策として表面（標章側）をコピーすると「COPY」の文字が浮かび上がり、表面・裏面共に印刷業社名の周辺にマイクロ文字で「ホアンキジュンテキゴウショウ　ゲンテイホアンキジュンテキゴウショウ　ホアンキジュンテキゴウヒョウショウ」と印刷されている。

### 自賠責保険との関係
適合証及び標章に自賠責保険の保険期間が記載されるが、この記載は自賠責証明書の代用とはならない。別途、運行日をカバーしている自賠責証明書の備付が必要である。通常、元の車検満了日までは元の自賠責証明書、満了日以降から新しい自賠責証明書の適用となることから、車検が終了したからといって元の自賠責証明書を誤って早く処分しないように注意が必要である。

### 限定保安基準適合証

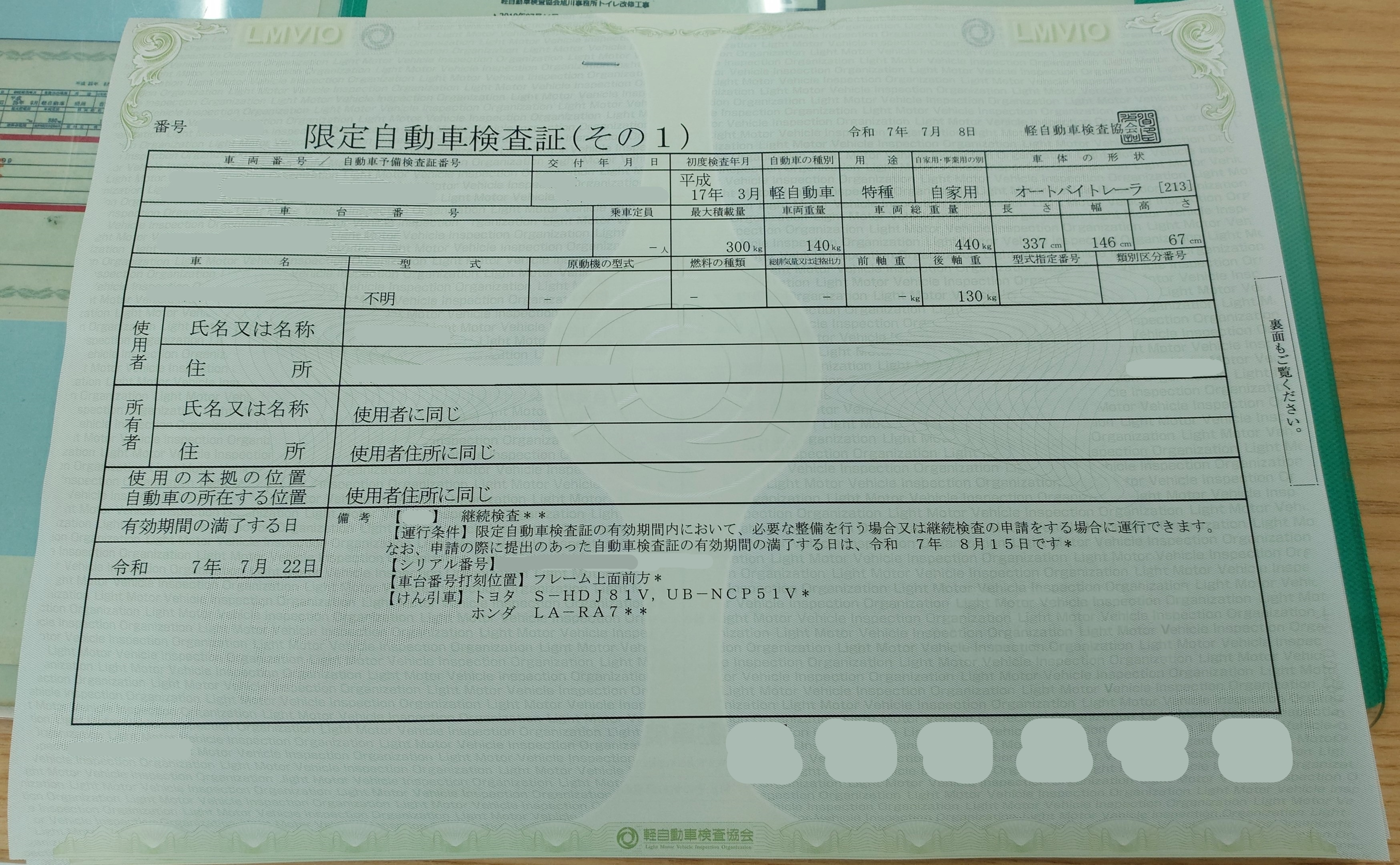
限定自動車検査証の1枚目

既に国に対して申請をした結果、当該車両が保安基準に適合しないが直ちに運行を中止させる必要がない程度のものである場合は、国は限定自動車検査証を交付し、整備等の目的に限り一定期間内の臨時運行を許される。指定工場がこの限定自動車検査証の交付を受けた車両の整備が必要な部分を保安基準を満たすように整備し、再検査を実施した時に交付する書類。使用する書類は同一の物であるが、限定である旨が表示される。（限定）適合証は発行できるが、標章は発行できない。既に保安基準適合証の交付を受けた車両について発生することはないが、主にユーザー車検を受検したが検査により指摘された整備が必要な部分の整備について自身では実施できない場合に指定工場に依頼して整備点検を実施してもらい、交付されるものである。

### 問題点
15日の限定期間とはいえ、当該自動車を全国自由に運行させることができ、かつ、国の実車検査を省略できる力を持っていることから、違法改造車の車検に用いられる事（ペーパー車検）も少なくなく、対策として地方運輸局は指定工場に対して抜き打ち検査を行っている。不正車検が明らかになった場合は指定整備事業者の認定を取り消される等、事業の継続が不可能となる事もある。

### 記載要領など
一般私人が適合証を記載することはないが、偽造・変造・不備などを見破るためには下記の点を確認すると良い。
- 従来の様式（複写式タイプ）
  - 適合証の自動車検査員の氏名は必ず自署かつ国に届け出ている印章を捺印する。（氏名のスタンプ押しやコンピュータ印字は認められていない）
  - 適合証の指定整備事業者の欄に代表者の捺印がある。
  - 標章の有効期限は、国の指定する専用の朱色のスタンプで表示される。
  - その他の事項についてはスタンプ押しやコンピュータ印字でも構わない。
  - 裏面は複写式となっており、使用者に対して交付されるのは基本的に複写部となる。

- 電子申請様式
  - 2019年3月より、適合証の電子申請（電子化）が開始され、この電子申請により交付された適合証は、上記によらずすべてコンピュータ印字となっている。また、検査員や事業者の捺印も不要である。
  - 電子申請により交付された適合証は、右上に「電子申請用」という表示がされ、かつ、表1枚の様式で裏は白紙となっている。元々は、A4サイズであるが、上部が標章、下部が事業者控えとなり、下部は切り取られて事業者で保管となるため、使用者に交付される標章は上部のみのA5サイズとなっている。

### 根拠法令
道路運送車両法
- 第58条（自動車の検査及び自動車検査証）  - 自動車（国土交通省令で定める軽自動車（以下「検査対象外軽自動車」という。）及び小型特殊自動車を除く。以下この章において同じ。）は、この章に定めるところにより、国土交通大臣の行う検査を受け、有効な自動車検査証の交付を受けているものでなければ、これを運行の用に供してはならない[12]。
- 第62条（継続検査） - 登録自動車又は車両番号の指定を受けた検査対象軽自動車若しくは二輪の小型自動車の使用者は、自動車検査証の有効期間の満了後も当該自動車を使用しようとするときは、当該自動車を提示して、国土交通大臣の行なう継続検査を受けなければならない。この場合において、当該自動車の使用者は、当該自動車検査証を国土交通大臣に提出しなければならない[13]。
- 第66条（自動車検査証の備付け等） - 自動車は、自動車検査証を備え付け、かつ、国土交通省令で定めるところにより検査標章を表示しなければ、運行の用に供してはならない[14]。
- 第71条の2（限定自動車検査証等） - 国土交通大臣は、新規検査若しくは予備検査（第16条第1項の申請に基づく一時抹消登録を受けた自動車又は第69条第4項の規定による自動車検査証返納証明書の交付を受けた検査対象軽自動車若しくは二輪の小型自動車であつて、当該自動車の長さ、幅又は高さその他の国土交通省令で定める事項（以下「構造等に関する事項」という。）がそれぞれ当該自動車に係る自動車登録ファイルに記録され、又は自動車検査証返納証明書に記載された構造等に関する事項と同一であるものに係るものに限る）又は継続検査の結果、当該自動車が保安基準に適合しないと認める場合には、当該自動車の使用を停止する必要があると認めるときを除き、限定自動車検査証を当該自動車の使用者（予備検査にあつては、所有者）に交付するものとする[15]。
- 第73条（車両番号標の表示の義務等  - 検査対象軽自動車及び二輪の小型自動車は、国土交通省令で定める位置に第60条第1項後段の規定により指定を受けた車両番号を記載した車両番号標を表示し、かつ、その車両番号を見やすいように表示しなければ、これを運行の用に供してはならない[16]。
- 第94条の5（保安基準適合証等） - 指定自動車整備事業者は、自動車（検査対象外軽自動車及び小型特殊自動車を除く。）を国土交通省令で定める技術上の基準により点検し、当該自動車の保安基準に適合しなくなるおそれがある部分及び適合しない部分について必要な整備をした場合において、当該自動車が保安基準に適合する旨を自動車検査員が証明したときは、請求により、保安基準適合証及び保安基準適合標章（第16条第1項の申請に基づく一時抹消登録を受けた自動車並びに第69条第4項の規定による自動車検査証返納証明書の交付を受けた検査対象軽自動車及び二輪の小型自動車にあつては、保安基準適合証）を依頼者に交付しなければならない[17]。（以下略）
  - 11 第1項の規定による自動車検査員の証明を受けた自動車が国土交通省令で定めるところにより当該証明に係る有効な保安基準適合標章を表示しているときは、第58条第1項（自動車の検査及び自動車検査証）及び第66条第1項（自動車検査証の備付け等）の規定は、当該自動車について適用しない。
- 第94条の5の2（限定保安基準適合証） - 指定自動車整備事業者は、有効な限定自動車検査証の交付を受けている自動車の当該限定自動車検査証に記載された保安基準に適合しない部分を整備した場合において、当該整備に係る部分が保安基準に適合する旨を自動車検査員が証明したときは、請求により、限定保安基準適合証を依頼者に交付しなければならない[18]。

## 登録識別情報等通知書

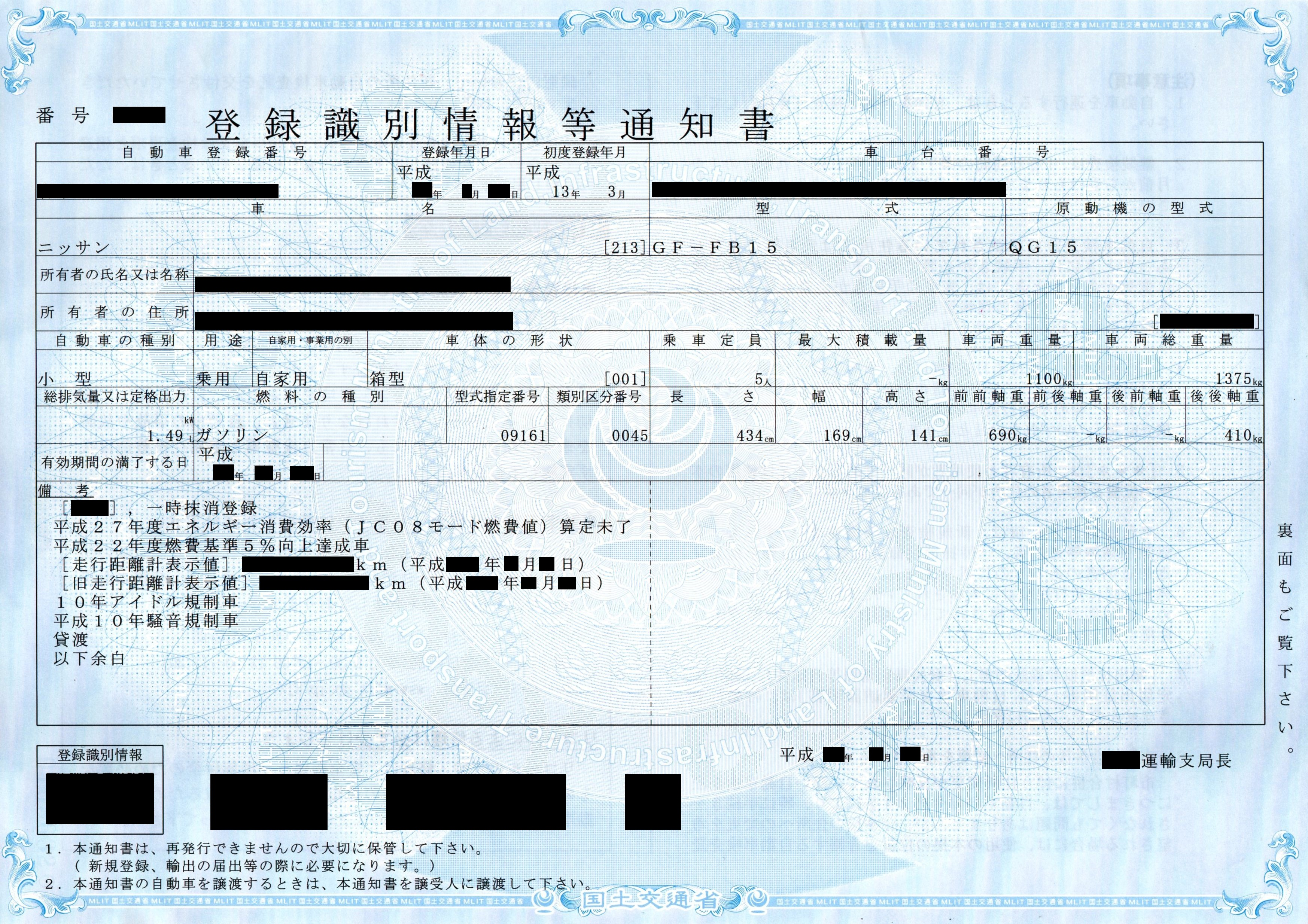
登録識別情報等通知書（一時抹消登録）

登録車の使用を一時中止する旨を登録した場合、備考欄にその旨（一時抹消登録）が記載された登録識別情報等通知書が交付される。
- 自動車検査証と異なり、一時抹消登録を申請した際の所有者名及び備考欄情報のみが記載される（一時抹消登録申請時点での使用者名は表示されない）。
- いわゆる移転抹消となった場合（譲渡前の所有者と一時抹消登録を申請した所有者が異なり、その所在地の管轄陸運支局等が異なる場合）は［旧自動車登録番号］が備考欄に表示される。

## 自動車検査証返納証明書

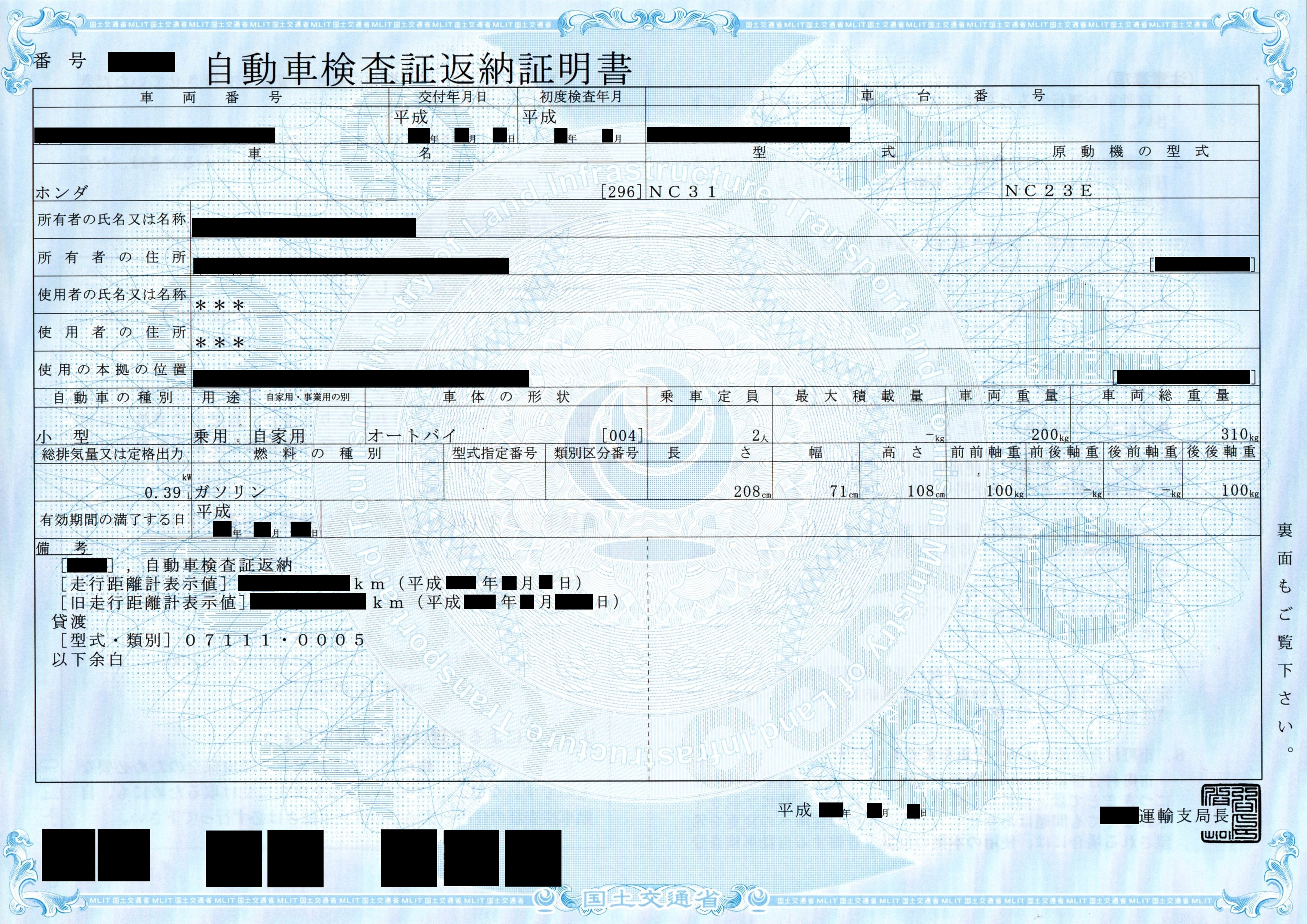
自動車検査証返納証明書（二輪の小型自動車）

二輪の小型自動車及び軽自動車の使用を一時中止する旨を届け出た場合、自動車検査証を返納した事を証明する自動車検査証返納証明書が交付される。
- 返納した際の自動車検査証とほぼ同様の内容が記載されるが、記載される順序（書式）及び内容が若干異なる。
- 登録車の登録識別情報等通知書と異なり、使用者欄が存在するほか、二輪の小型自動車の返納証明書は発行者の職名だけでなく公印が印字される。

## 自動車予備検査証

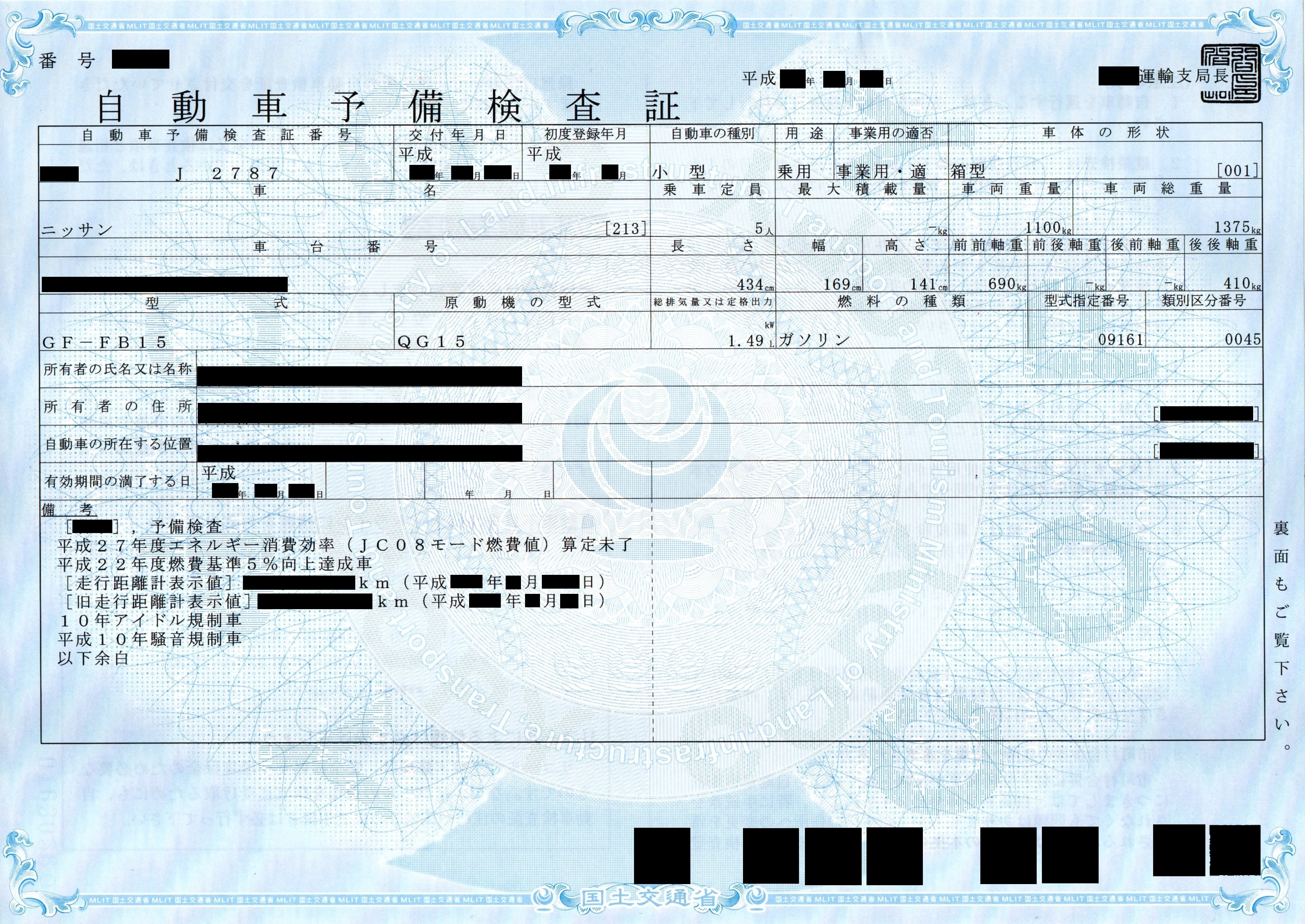
自動車予備検査証

中古車販売店等が、契約から納車までの期間を短縮する等の為に、新たな使用者が決まる前に予め検査を取得した（検査時点で保安基準に適合していた）ことを証する書類である。
- 自動車検査証と異なり、使用者欄は存在しない（当該自動車は自動車検査登録ファイルに登録されていないため、使用者が存在しない）。
- 自動車検査証に於ける「自動車登録番号（車両番号）」欄は、自動車予備検査証番号欄となる。当該車両の新規登録を行う場合、予備検査証番号で登録指示を行う。
- 自動車検査証に於ける「自家用・事業用の別」欄は、事業用の適否欄となる。本欄に事業用・適の表示のある車両は事業用車（いわゆる緑ナンバー車）として登録・使用できる。
- 本証の有効期限は、検査の日から3か月間となる。3か月を経過すると無効となり、再度予備検査を受検するか、新規登録の際に改めて検査を受ける必要がある。